# Polinesia francese
La Polinesia francese (in francese: Polynésie française, [pɔlinezi fʁɑ̃sɛz]; in tahitiano: Pōrīnetia farāni) è una collettività d'oltremare (COM; più specificamente è l'unica col titolo di Paese d'oltremare, POM) della Repubblica francese in Polinesia, situata nell'Oceano Pacifico Meridionale, a circa 6000 km a est dell'Australia. 
È composta da un gruppo di cinque arcipelaghi, per un totale di 118 isole, di cui 67 abitate - Isole della Società (Isole del Vento e Isole Sottovento), Isole Australi, Isole Marchesi, Isole Gambier e Isole Tuamotu. La collettività include inoltre i vasti spazi marittimi adiacenti. La Polinesia francese è, secondo l'ONU, un territorio non autonomo, definizione che fa riferimento all'articolo 73 dello Statuto delle Nazioni Unite.
Inoltre la Polinesia è molto conosciuta grazie all’accoglienza molto calorosa da parte della popolazione, ma anche dalla vastissima presenza di coralli e animali marini, come mante, squali, tartarughe, delfini, orche…

## Storia
I primi abitanti di queste isole, appartenenti a popolazioni austronesiane, provenivano con tutta probabilità dall'Asia sudorientale, e raggiunsero le isole della Polinesia verso l'anno 300 d.C., data che si sposta al I secolo d.C. per le Isole Marchesi. L'incontro con i navigatori europei avviene alla fine del XVIII secolo, e causerà delle epidemie che decimeranno le popolazioni autoctone. Le campagne di evangelizzazione e l'introduzione dell'alcol completano in seguito la distruzione della cultura indigena. La Francia impone progressivamente il suo protettorato, a partire dal 1843, ostacolando in tal modo l'influenza britannica.
Bisognerà attendere il 1946 perché gli abitanti possano accedere al diritto di voto, e il 1957 per beneficiare di un primo governo locale, mentre le lingue polinesiane non verranno insegnate nelle scuole se non nel 1977. La Polinesia francese è oggi divenuta una collettività d'oltremare, beneficiante di una larga autonomia rispetto al territorio francese metropolitano; pertanto utilizza una propria moneta (il franco CFP), dispone di un proprio prefisso telefonico internazionale (il +689) e ha come TLD .pf, .fr e .eu.
La principale risorsa economica della regione è il turismo, basato su un patrimonio naturale e culturale eccezionale.

### Popolamento dei cinque arcipelaghi da parte dei polinesiani
L'ipotesi comunemente ritenuta per il momento la più accreditata è quella di un popolamento della Polinesia a partire dal Sudest asiatico.
Circa 5000 anni fa, delle popolazioni del litorale della Cina meridionale, locutori di lingue formosane, coltivatori di miglio e riso, cominciano ad attraversare lo stretto braccio di mare per installarsi sull'isola di Formosa. Verso il II millennio a.C., delle migrazioni hanno luogo da Formosa verso l'arcipelago delle Filippine. Delle ulteriori migrazioni cominciano ben presto a partire dalle Filippine verso Sulawesi e Timor e di qui in direzione di tutte le altre isole dell'arcipelago indonesiano, importando con loro la propria lingua e cultura. Verso il XV secolo a.C., un altro movimento migratorio si sviluppa dalle Filippine in Nuova Guinea e di lì nelle isole del Pacifico. Gli austronesiani sono, pertanto e con tutta verosimiglianza, i primi navigatori della storia dell'umanità. Le prime isole popolate sono probabilmente le Isole Marchesi, quindi le Isole della Società verso l'anno 300 d.C. Gli austronesiani, diventati ora polinesiani, si sono quindi espansi popolando l'isola di Pasqua (500), le Hawaii (900) e la Nuova Zelanda (1100).
Nel 2010, una spedizione su una piroga ha ripercorso, in senso inverso, il cammino di popolamento, da Tahiti all'Asia.

### Epoca moderna e contemporanea

#### Dal XVI al XVIII secolo
A partire dal 1521, data della scoperta fortuita di Puka Puka, senza alcun dubbio una delle due Isole Sfortunate, da parte di Magellano, gli europei incominciano progressivamente a esplorare la Polinesia orientale nei secoli XVII e XVIII.
Tahiti non fu scoperta se non nel 1767 dal britannico Samuel Wallis, seguito nel 1768 da Louis-Antoine de Bougainville e da James Cook nel 1769.
La fine del XVIII secolo è marcata dalla promozione di un capo di Tahiti, il quale, alleato degli inglesi, fonda la dinastia dei Pomare, e dallo stabilimento a Moorea di alcuni missionari britannici della London Missionary Society che ivi sbarcono il 5 marzo 1797.

#### XIX secolo
Sul principio del XIX secolo le Isole della Società sono convertite al protestantesimo, sotto l'egida della dinastia dei Pomare che governa sul Regno di Tahiti (1790-1880), mentre delle missioni cattoliche francesi s'installano sulle Isole Gambier e Marchesi negli anni trenta dell'Ottocento.
Gli anni quaranta sono invece contrassegnati dall'inizio della colonizzazione francese, dapprima alle Marchesi quindi a Tahiti, dove la regina Pomare IV è costretta ad accettare il protettorato francese (1843). Nel 1880, Pomare V accetta di cedere il Regno di Tahiti alla Francia. Esso diverrà l'elemento principale di una nuova colonia, i «Possedimenti dell'Oceania», in francese «Établissements de l'Océanie» (EFO). Le isole ancora indipendenti sono progressivamente integrate agli EFO tra il 1887 e il 1901 - le Tuamotu, Rapa e le Isole Gambier nel 1882, e le Isole Sottovento nel 1898.

#### XX e XXI secolo

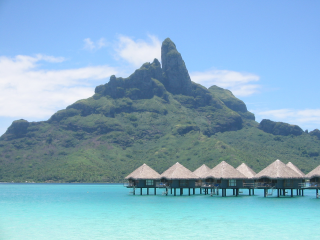
Isole Sottovento (Bora Bora)

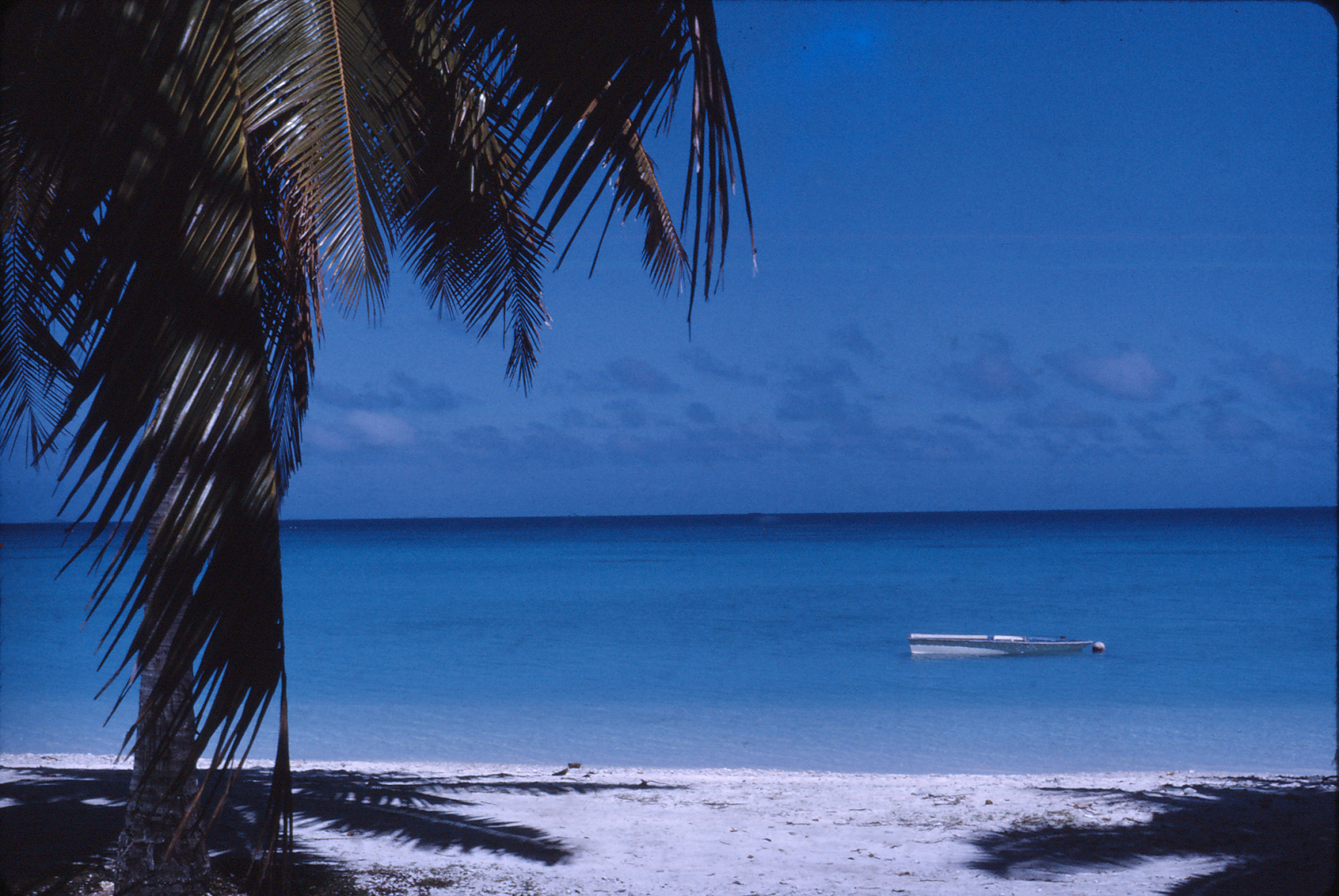
Mururoa

Alcuni abitanti dei Possedimenti dell'Oceania partecipano ai combattimenti della prima guerra mondiale all'interno del battaglione del Pacifico; tra di loro c'è anche il futuro capo del movimento anticolonialista, Pouvanaa Oopa. Ma bisogna attendere la fine della seconda guerra mondiale perché un'evoluzione in questo senso abbia luogo.
Nel 1940, gli EFO aderiscono alla Francia libera e un nuovo battaglione del Pacifico è costituito. Nel 1942, l'esercito americano installa una base militare sull'isola di Bora Bora, nel quadro dell'operazione Bobcat. Pur accogliendo solo 6 000 soldati, questa base ha un enorme impatto sull'arcipelago.
Nel 1946, la costituzione della IV Repubblica instaura l'Unione francese: i Possedimenti dell'Oceania passano dallo stato di colonia a quello di territorio d'oltremare e il diritto di voto è concesso agli abitanti dell'arcipelago. Il movimento anticolonialista si struttura negli anni 1945-1949: nel 1949, Puvanaa Oopa è eletto deputato e fonda l'RDPT, partito autonomista, che domina la vita politica degli anni cinquanta, malgrado la formazione dell'Unione Tahitiana di Rudy Bambridge, partito attaccato al mantenimento della sovranità francese.
Nel 1957 i Possedimenti dell'Oceania prendono il nome di «Polinesia francese», in francese «Polynésie française», e beneficiano di uno statuto più autonomo grazie alla legge quadro Defferre. Puvanaa Oopa diviene quindi il primo vicepresidente, e capo di un governo eletto localmente. L'assemblea è dotata di competenze accresciute. Il governatore resta ciò nonostante il presidente del governo. Ma l'instaurazione della Quinta Repubblica nel marzo 1958 comporta una battuta di arresto al processo di autonomia, con un rafforzamento dei poteri del governatore ai danni del governo locale. L'arresto di Puvanaa Oopa l'11 ottobre 1958, che si fa beffe della sua immunità di deputato, e la sua condanna a 8 anni di prigione e 15 d'esilio, sono il culmine di questa ripresa di potere da parte dello Stato centrale.
A partire dal 1962, e in seguito al referendum di autodeterminazione del gennaio 1961 in Algeria, la Polinesia francese entra in una nuova era: quella dell'installazione del Centro di sperimentazioni del Pacifico che impiega diverse migliaia di militari e tecnici sul territorio, a Moruroa, Fangataufa, Hao, ma anche a Papeete. Nel 1963 la Chiesa evangelica della Polinesia francese diviene autonoma.
Nei primi anni settanta, due questioni sono all'ordine del giorno: quello dello statuto del territorio e quella degli effetti dei test nucleari cominciati nel 1966. In Polinesia, la Francia ha eseguito 46 test nucleari atmosferici tra il 1966 e il 1974, seguiti da più di 150 test sotterranei. L'Unione tahitiana (Rudy Bambridge, quindi Gaston Flosse), aderente al partito gollista (UNR, UDR e poi RPR) difende le posizioni del governo centrale mentre l'RDPT le contesta maggiormente: questo partito è comunque sciolto nel 1963, fatto che porta alla creazione del partito Pupu Here Aia nel 1965 (capeggiato da John Teariki). Un nuovo personaggio politico fa la sua comparsa nel 1965: Francis Sanford, leader del partito Te Ea Api, che adotta una linea autonomista. Lo stato d'esilio di Pouvanaa Oopa è annullato nel 1968, il quale può nuovamente far ritorno a Papeete, dove viene accolto trionfalmente. Nel 1971 diviene senatore per il Pupu Here Aia.
Nel corso del decennio si costituiscono delle formazioni più nettamente indipendentiste, quali il partito creato da Oscar Temaru (FLP/Tavini Huiraatira). Un primo cambio dello statuto del territorio ha luogo nel 1977 (autonomia di gestione), passo completato successivamente nel 1984 (autonomia interna). Per quel che riguarda i test nucleari, divenuti sotterranei nel 1975, si assiste a una sospensione del programma nel 1992, nonostante una ripresa abbia luogo nel periodo 1995-1996, con il seguente smantellamento del CEP.
Negli anni 1990 e 2000, la vita politica è strutturata intorno a due partiti: il Tavini Huiraatira di Oscar Temaru e il Tahoeraa Huiraatira di Gaston Flosse.
Dal 1991 al 2004, Gaston Flosse regna incontrastato. Egli si serve di un vasto programma di propaganda del suo partito, il Tahoeraa Huiraatira. La giustizia lo ha tuttavia rimproverato d'aver fatto firmare dei "contratti d'ufficio" a dei militanti di partito, messi a disposizione dei comuni, delle federazioni sportive, di una radio, di alcuni sindacati e di altri servizi sociali. Pertanto è condannato il 4 ottobre 2011 a quattro anni di prigione. Durante il suo mandato, Flosse sviluppa anche un servizio di sicurezza (Groupement d'Intervention de la Polynésie) di diverse centinaia di agenti, e un servizio di re-insegnamento (Service d'études et de documentation SED). È stato condannato in appello il 28 ottobre 2010 per aver intrapreso "una sistematica impresa di distruzione" dei documenti del SED. È inoltre oggetto di diverse altre condanne per appropriazione indebita di fondi pubblici, alcune delle quali ancora in corso nel 2012.

## Geografia

### Territorio

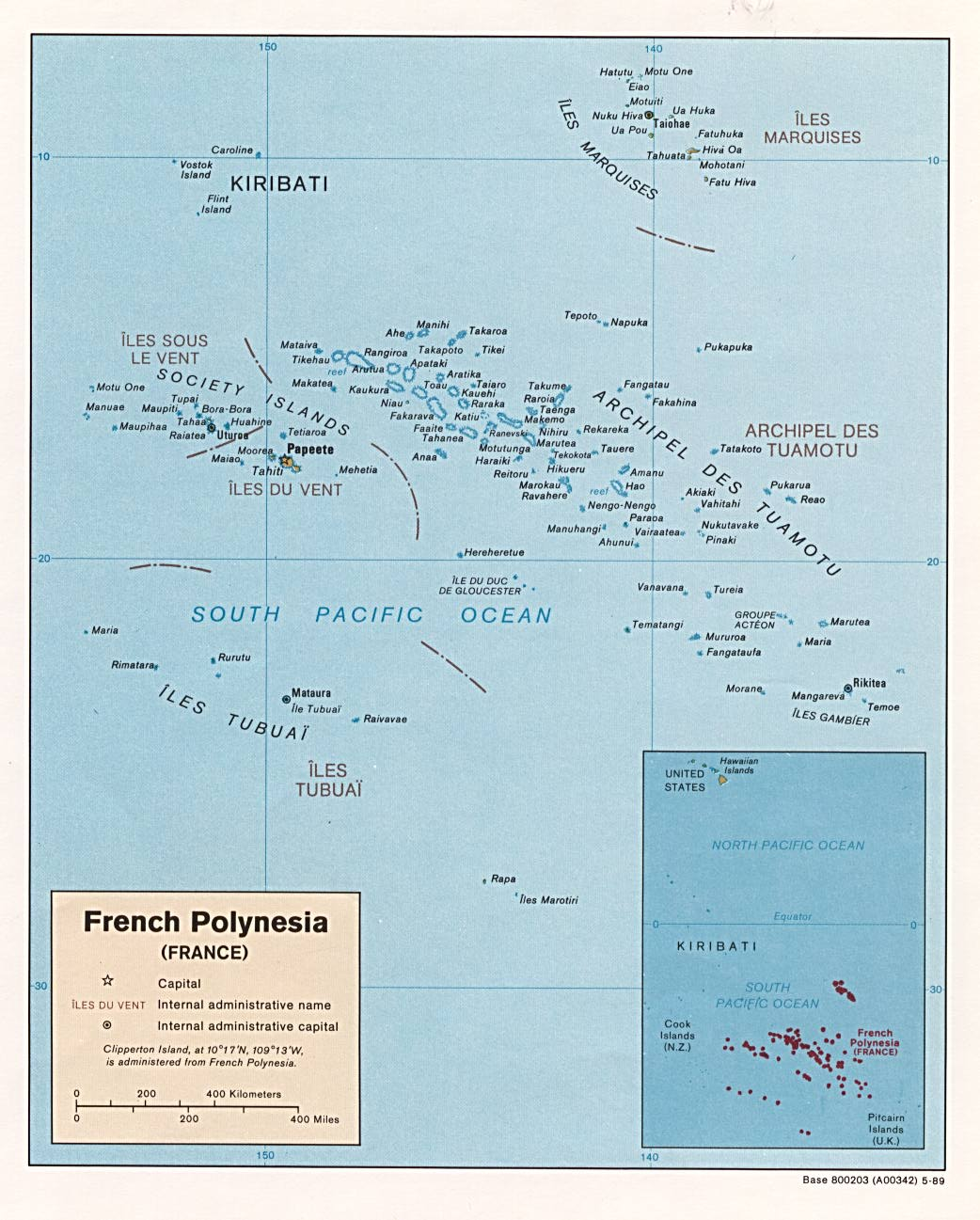
Polinesia francese

La Polinesia francese si estende per 4 167 km² di terre emerse distribuite su 2,5 milioni di km². È costituita da 121 isole, di origine vulcanica o corallina (atolli), distribuite in cinque arcipelaghi:
- le Isole Australi;
- le Isole della Società, le più importanti, costituite da:
  - le Isole del Vento (Tahiti, la vicina Moorea, gli isolotti Maiao e Mehetia e l'atollo Tetiaroa);
  - le Isole Sottovento (Raiatea, Tahaa, Huahine, Bora Bora e Maupiti);
- le Isole Tuamotu;
- le Isole Gambier;
- le Isole Marchesi.

L'isola più importante e popolata è Tahiti. La Polinesia francese è situata in una regione soggetta a intensa attività sismica.

### Clima
Le isole polinesiane presentano un clima complessivamente mite, rinfrescato dalla presenza degli alisei del Pacifico (vento che attraversa le isole tropicali).

### Flora e fauna
La flora e la fauna sono limitate rispetto a quelle del Pacifico occidentale perché tutto qui è stato introdotto dall'uomo. Non esistono serpenti ma ci sono moltissimi tipi di insetti e circa 100 specie di uccelli (manu). Tra gli uccelli marini ci sono sterne, procellarie, sterne stolide, fregate e sule. La limitata biodiversità terrestre è compensata dalla ricca varietà di fauna marina. La barriera corallina fornisce un ricco habitat per le creature marine, tra cui ci sono cetrioli di mare (rori), squali, barracuda (ono), mante, murene, delfini e le tartarughe (honu) in pericolo di estinzione. A Nuku Hiva, nelle Marchesi, i delfini di Elettra, detti anche peponocefali, si riuniscono in centinaia di esemplari, dando vita a un fenomeno unico al mondo. A Rurutu, Tahiti e Mo'orea è invece possibile nuotare con le megattere. Gli antichi navigatori polinesiani portarono piante e frutti che prosperarono nel nuovo ambiente e nel XIX secolo altre specie vegetali furono introdotte dai missionari e dai coloni a scopo ornamentale o commerciale. La vegetazione varia considerevolmente da un arcipelago all'altro. Sugli atolli, dove il suolo è povero e i venti costanti, predominano i cespugli e le palme da cocco. Sulle isole montuose il manto vegetale è più variegato e cambia a seconda dell'altitudine.

## Amministrazione
La Polinesia francese, collettività d'oltremare, ha dal 2004 la qualifica di Paese d'oltremare. In quanto collettività d'oltremare, la difesa e il mantenimento dell'ordine sono assicurati da reparti francesi dell'Armée de terre (esercito), della Marine nationale (marina), dell'Armée de l'air (aeronautica militare) e dalla Gendarmerie nationale (gendarmeria).

## Politica
La Polinesia è divenuta Territorio d'oltremare nel 1946. Grazie alla legge-quadro Defferre sulla decentralizzazione, ha beneficiato, nel 1984, di un primo statuto di autonomia interna. Vent'anni dopo esso è stato rivisto e rafforzato per la quarta volta. La nuova formulazione stabilisce, tra l'altro, un sistema di «discriminazione positiva» in materia di impiego e di patrimonio terriero, in favore dei cittadini che possono attestare un certo periodo di residenza nell'oceano Pacifico.
Seguendo il modello della Nuova Caledonia introduce anche la nozione di loi du pays (legge del paese), anche se non con lo stesso valore giuridico che nella Nuova Caledonia. In quest'ultima, le leggi del paese sono sottoposte al consiglio costituzionale e hanno valore di legge, mentre in Polinesia queste "leggi" vengono trasmesse al Conseil d'État (Consiglio di Stato), costituendo soltanto degli atti amministrativi di carattere particolare.
L'autonomia della Polinesia ha superato un'ulteriore limitazione con la possibilità di stringere degli accordi internazionali con altri Stati e organismi internazionali, non solo del Pacifico. Un altro cambiamento significativo riguarda il presidente del governo della Polinesia, che diventa «presidente della Polinesia Francese» e viene scelto fra i membri dell'Assemblea della Polinesia Francese.
Nel settembre 1995 la Francia scatenò grandi proteste in tutto il mondo per la ripresa dei test nucleari sull'atollo di Mururoa, dopo una moratoria di tre anni. Gli esperimenti furono completati nel gennaio 1996.

## Suddivisioni
La Polinesia francese è composta da cinque suddivisioni amministrative:
- le Isole del Vento (1 195 km², circa 200 000 abitanti)
- le Isole Sottovento (395 km², circa 35 000 abitanti)
- le Isole Marchesi (1 049 km², meno di 10 000 abitanti)
- le Isole Australi (148 km², meno di 10 000 abitanti)
- le Tuamotu-Gambier (850 km², circa 17 000 abitanti)

Esistono inoltre 48 Comuni della Polinesia Francese.

## Economia
La Polinesia francese utilizza una propria moneta, il franco CFP (agganciato all'euro). Il PIL è di 5 490 milioni di $ e il PIL procapite è di 21 565 $.
La Polinesia possiede un'economia mediamente sviluppata, basata sull'importazione di beni, sul turismo e sull'assistenza finanziaria da parte della Francia. I complessi turistici sono molto diffusi e per la maggior parte si trovano nelle isole più visitate come Tahiti e Bora Bora. La pesca e l'esportazione di copra (olio di cocco) sono le due principali attività tradizionali. Il turismo rappresenta il 13% del PIL (Prodotto Interno Lordo) di queste isole, che nel 2002 hanno ospitato 190 000 turisti. La perlicoltura, sperimentata nel 1970 ma effettivamente lanciata nel 1990, consiste nel porre una biglia di madreperla bianca importata dal Mississippi in un'ostrica, che la ricoprirà con la propria madreperla nei due anni successivi. La perla di Tahiti ha dei riflessi verde pavone, malva, o perfino d'argento, d'oro o azzurrognoli. La perlicoltura (coltivazione di perle) occupa circa 7 000 persone e i principali importatori sono il Giappone e la Cina. È anche diffusa la lavorazione del legno.

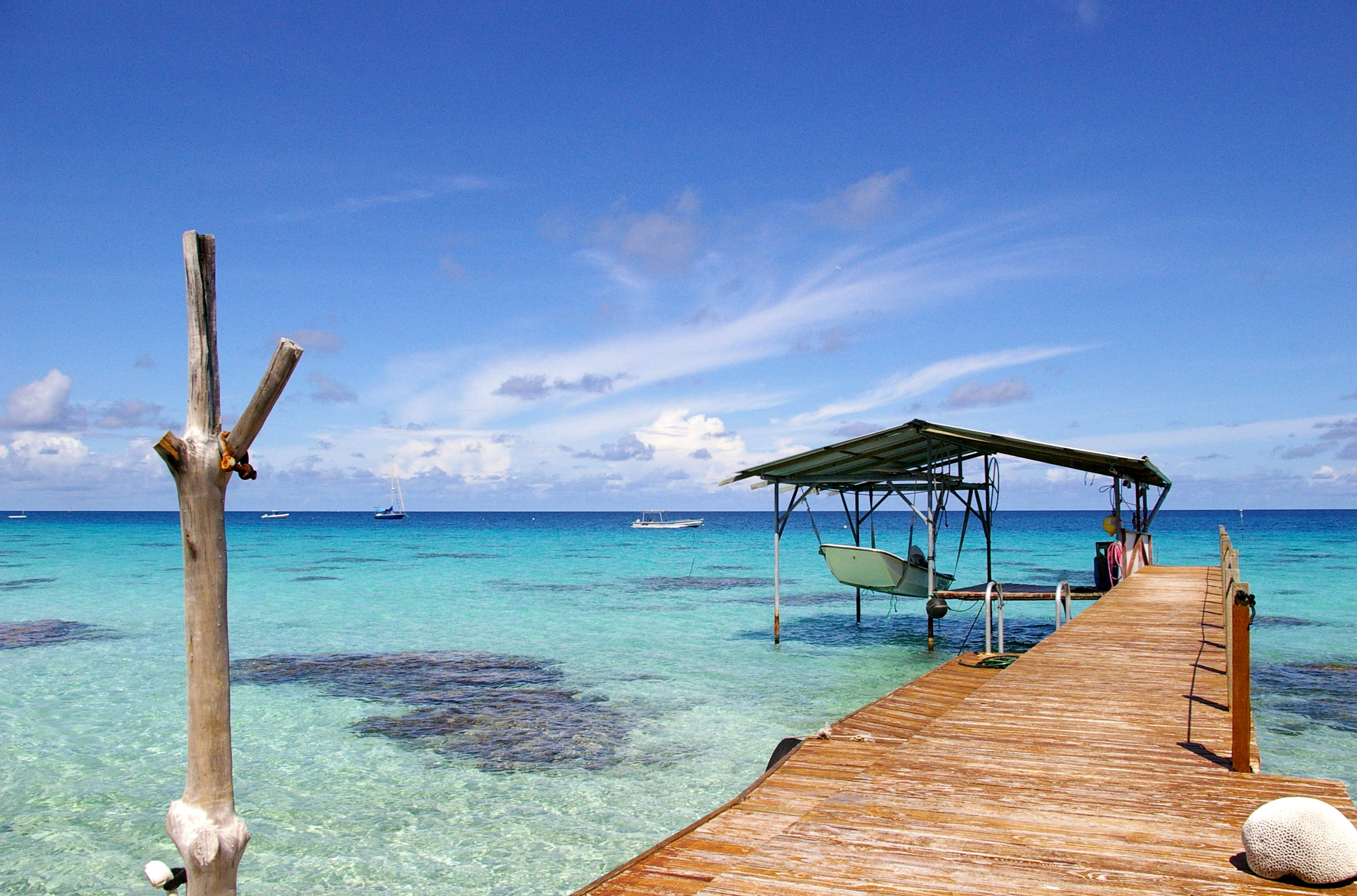
Attracco nell'isola di Fakarava nelle Tuamotu

La Polinesia ha uno dei livelli di criminalità più bassi di tutta la Francia.

## Infrastrutture e trasporti
La copertura medica è generalmente buona sulle isole più importanti, ma limitata nelle regioni più lontane o meno popolate. Le persone che hanno bisogno di cure urgenti o soffrono di malattie gravi vengono spesso trasferite a Tahiti per essere assistite lì (vi hanno sede due ospedali e numerose cliniche private).
Benché le strade più importanti siano asfaltate e ben tenute, molte strade secondarie non lo sono affatto. Il traffico stradale è particolarmente intenso a Tahiti.
Sulle isole vi sono numerosi aeroporti ma solo uno ospita voli per America, Asia e Oceania, ovvero l'Aeroporto Internazionale Faa'a che si trova non molto distante dalla capitale Papeete.

## Società

### Tradizioni e folclore
Nei tempi antichi tutto era manifestato dalla danza a ritmo di tamburo, per dare il benvenuto, per dire addio, per onorare o ringraziare gli dei, o semplicemente dimostrare la gioia o il piacere di vivere. Gli abitanti della Polinesia costruiscono varie statue di legno chiamate Tiki che si ispirano a motivi tradizionali o simbolici.

### Sport
Il va'a con canoa polinesiana è lo sport nazionale.

## Cucina
La cucina locale è a base di banane, fafa (una specie di spinaci del territorio), mango, pollo e ovviamente pesce. I piatti tipici sono il pesce crudo alla tahitiana (tonno assieme a verdure e varie spezie) e il po'e (frutta servita con cremoso latte di cocco).